# Cercobrachys
Genre
Cercobrachys est un genre d'insectes éphéméroptères (éphémères).
Il est un synonyme de Brachycercus Curtis, 1834 pour Kluge 1991 valide pour Sun & McCafferty 2008.

## Liste des espèces
- Cercobrachys colombianus Soldan 1986
- Cercobrachys cree Sun, Webb & McCafferty 2002
- Cercobrachys etowah Soldan 1986
- Cercobrachys fox Sun & McCafferty 2008
- Cercobrachys lilliei Sun & McCafferty 2008
- Cercobrachys minutus (Tshernova 1952)
- Cercobrachys peruanicus Soldan 1986
- Cercobrachys petersorum Soldan 1986
- Cercobrachys pomeiok Sun & McCafferty 2008
- Cercobrachys serpentis Soldan 1986
- Cercobrachys winnebago Sun & McCafferty 2008

## Référence
- (en) Soldán : A revision of the Caenidae with ocellar tubercles in the nymphal stage (Ephemeroptera). Acta Universitatis Carolinae Biologica 5/6 pp 289-362.